# Philip Childs Keenan
Philip Childs Keenan (31 de març de 1908 - 20 d'abril de 2000) va ser un astrònom estatunidenc.
Keenan era un espectroscopista estatunidenc que va col·laborar amb William Wilson Morgan i Edith Kellman (1911–2007) per desenvolupar el sistema de classificació espectral estel·lar MKK entre 1939 i 1943. Aquest sistema de classificació de dues dimensions (temperatura i lluminositat) va ser revisat addicionalment per Morgan i Keenan el 1973. El sistema MK segueix sent el sistema de classificació espectral estel·lar estàndard utilitzat pels astrònoms d'avui.
Durant la seva llarga col·laboració, Keenan tendia a centrar la seva investigació sobre les estrelles més fredes que el Sol, mentre que Morgan va posar l'accent en les estrelles més calentes. Keenan tenia una llarga i productiva carrera, la publicació del seu treball científic el 1999, setanta anys després de la seva primera publicació.

## Honors
- Asteroide 10030 Philkeenan